# Monts Shebshi
Les monts Shebshi constituent un massif de l'Est du Nigeria s'étendant sur 160 km de longueur entre la rivière Bénoué et la rivière Taraba. Le mont Dimlang, anciennement pic Vogel, est le point culminant à 2 042 m d'altitude.